# Rönnby
Rönnby är ett bostadsområde och en stadsdel i norra Västerås. Området består av delarna Billsta, Rönnby och Åshagen. Området avgränsas av Norrleden och Svartån.
Rönnby har ett centrum med höghus. Runt om ligger villor och radhus. I södra änden, närmast Billsta ligger ett "Bovieran". Det är tre huskroppar byggda runt en inglasad gård med tropisk miljö, inredd med palmer, en damm med fontän och sittgrupper. Byggnaderna är i tre våningar och stod klart 2011.
Det finns en skola, Rönnbyskolan, en kyrkolokal, Rönnby kyrkcenter och en pizzeria samt en kiosk. Rönnbyskolan ligger mellan Rönnbyskogen och Rönnbys höghus. Här finns skola och förskola. Skolan är från förskoleklass upp till nian.
På Rocklundaåsen, strax söder om Rönnbyskolan, ligger en fornborg från järnåldern, Rönnby fornborg, (se Västerås 60:1). 
Rönnbyskogen / Rocklundaåsen har anlagda motionsspår, delvis med belysning, och vintertid pistade skidspår. Här finns även en pulkabacke söder om fornborgen.
På fritidsgården i området grundades innebandyklubben Rönnby IBK av Bo Hägglöf på 1990-talet. Klubben har ett damlag i landets högsta serie.
En av medlemmarna ur musikgruppen Looptroop Rockers kommer från Rönnby.
Stadsdelen Rönnby avgränsas i norr av Rönnbyvägen, i öster av skogskanten mot Rönnbyskogen, i söder av gränsen mot Åshagen och i väster av Skultunavägen.